# Hiéroglyphe égyptien V10
Pour les articles homonymes, voir Cartouche.
Pour un article plus général, voir Titulature royale dans l'Égypte antique.
Le hiéroglyphe égyptien V10 (cartouche), est classifié dans la section V « Cordes, fibres, corbeilles, sacs, etc. » de la liste de Gardiner ; il y est noté V10, et 13337 en unicode.

## Représentation
Il représente un cadre de cordage ovale, un « pied » noué à une de ses extrémités, et est translitéré šnw.
C'est un déterminatif du terme šn, « cercle, pourtour ou anneau (bijou, amulette) », et, à une époque plus tardive, un idéogramme du terme rn, « nom » (pour un roi). Mais son utilisation symbolique est la plus répandue en tant que délimitation graphique du nom hiéroglyphique du pharaon, de la reine ou de certains dieux.
| V9 |

| V9 |

mais circulaire et est déterminatif du terme šnw.
Il symbolise tout ce que le soleil entoure, c'est-à-dire l'univers, et a pour fonction de protéger le nom de pharaon. Les cartouches étaient le plus souvent peints de jaune ou d'or (couleur du soleil) et étaient utilisés pour deux des cinq noms d'un pharaon :
- Le nom de Nesout-bity « Roi de Haute et de Basse-Égypte » ;
- Le nom de Sa-Rê « fils de Rê ».

## Utilisation
Le cartouche fut utilisé à partir du roi Khéphren (IVe dynastie).
Délimitant de façon visible le nom d'un pharaon dans une phrase, le cartouche fut un élément primordial dans le processus de déchiffrement des hiéroglyphes par Jean-François Champollion.

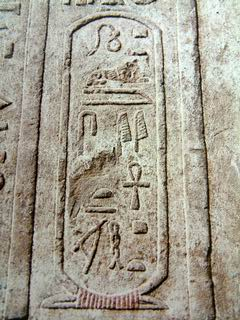
Cartouche d'un Ptolémée.

| V7 · N35 | Z7 · D40 |

| V7 · N35 | Z7 · D40 |

| V7 · N35 | W24 | G43 | V9 |

| V7 · N35 | W24 | G43 | V9 |

| V7 · N35 | nw · W · V10 | O39 |

| V7 · N35 | nw · W · V10 | O39 |

## Exemples de mots
| mn · n | N37 · V10 |

| mn · n | N37 · V10 |

|  |

|             |           |           |
| \| \| \| \| |           |           |
|             |           |           |
| C2          | E11 · N35 | R8A · N36 |

| C2 | E11 · N35 | R8A · N36 |

|  |

|             |           |           |
| \| \| \| \| |           |           |
|             |           |           |
| C2          | E11 · N35 | R8A · N36 |

| C2 | E11 · N35 | R8A · N36 |

|  |

|             |           |           |
| \| \| \| \| |           |           |
|             |           |           |
| C2          | E11 · N35 | R8A · N36 |

| C2 | E11 · N35 | R8A · N36 |

|  |

|             |           |           |
| \| \| \| \| |           |           |
|             |           |           |
| C2          | E11 · N35 | R8A · N36 |

| C2 | E11 · N35 | R8A · N36 |

|                   |            |               |   |            |
| \| \| \| \| \| \| |            |               |   |            |
|                   |            |               |   |            |
| M · r · n · f     | M · Sw · w | n · t · y · M | i | t · n · ra |

| M · r · n · f | M · Sw · w | n · t · y · M | i | t · n · ra |

|                   |            |               |   |            |
| \| \| \| \| \| \| |            |               |   |            |
|                   |            |               |   |            |
| M · r · n · f     | M · Sw · w | n · t · y · M | i | t · n · ra |

| M · r · n · f | M · Sw · w | n · t · y · M | i | t · n · ra |

|                   |            |               |   |            |
| \| \| \| \| \| \| |            |               |   |            |
|                   |            |               |   |            |
| M · r · n · f     | M · Sw · w | n · t · y · M | i | t · n · ra |

| M · r · n · f | M · Sw · w | n · t · y · M | i | t · n · ra |

|                   |            |               |   |            |
| \| \| \| \| \| \| |            |               |   |            |
|                   |            |               |   |            |
| M · r · n · f     | M · Sw · w | n · t · y · M | i | t · n · ra |

| M · r · n · f | M · Sw · w | n · t · y · M | i | t · n · ra |